# خورخي دي سوزا
خورخي دي سوزا هو لاعب كرة قدم برازيلي في مركز الدفاع، ولد في 20 يوليو 1939 في ريو دي جانيرو في البرازيل، وتوفي في 31 ديسمبر 2008 في كابو فريو في البرازيل. لعب مع نادي أمريكا.